# Dimedon
Dimedon is een cyclisch diketon, dat in de kwalitatieve organische chemie wordt gebruikt als reagens in de herkenningsreactie voor aldehydes. Cyclohexaandionen kunnen gebruikt worden als katalysator in de synthese van complexen van de overgangsmetalen. Andere toepassingen liggen op het terrein van de colorometrie, kristallografie, luminescentie en spectrofotometrie. Dimedon wordt ook bestudeerd in verband met organische verbindingen met een lage elektrische weerstand.

## Synthese
Dimedon wordt gesynthetiseerd op basis van mesityloxide en di-ethylmalonaat.

## Fysische eigenschappen
Dimedon wordt meestal commercieel geleverd in de vorm van witte kristallen. De stof is stabiel onder standaard omstandigheden. De stof is oplosbaar in water, ethanol en methanol. Bij 147 tot 150 °C ontleedt de dimedon. 

## Tautomerie
In oplossing is dimedon in evenwicht met zijn tautomeer. In chloroform geldt:
[keto]  : [enol] = 2 : 1
In kristallijn dimedon komt slects de enol-vorm voor. De moleculen vormen dan ketens, bij elkaar gehouden door waterstofbruggen: